# Monte Budellone
Il monte Budellone (380 m), situato nei territori comunali di Gavardo e Prevalle in provincia di (Brescia).
Nel monte si trova il monumento naturale regionale del Buco del Frate.